# Museo diocesano San Prisco
Il Museo diocesano di Nocera Inferiore (Salerno), è intitolato a San Prisco primo vescovo della diocesi. È allestito in alcuni locali al piano terra dell'ex seminario vescovile (XVI secolo), fondato dal vescovo Paolo Giovio il Giovane (1560 - 1582) presente al Concilio di Trento.
Inaugurato il 14 febbraio 2008, per volere del vescovo Gioacchino Illiano (1987 - 2011). Accoglie manufatti provenienti da tutta la diocesi di Nocera Inferiore-Sarno.

## Palazzo
Il museo è ospitato nei locali dell'ex seminario. Un suggestivo palazzo settecentesco collocato all'inizio del borgo Vescovado, a Nocera Inferiore, non lontano dalla Cattedrale.

## La collezione

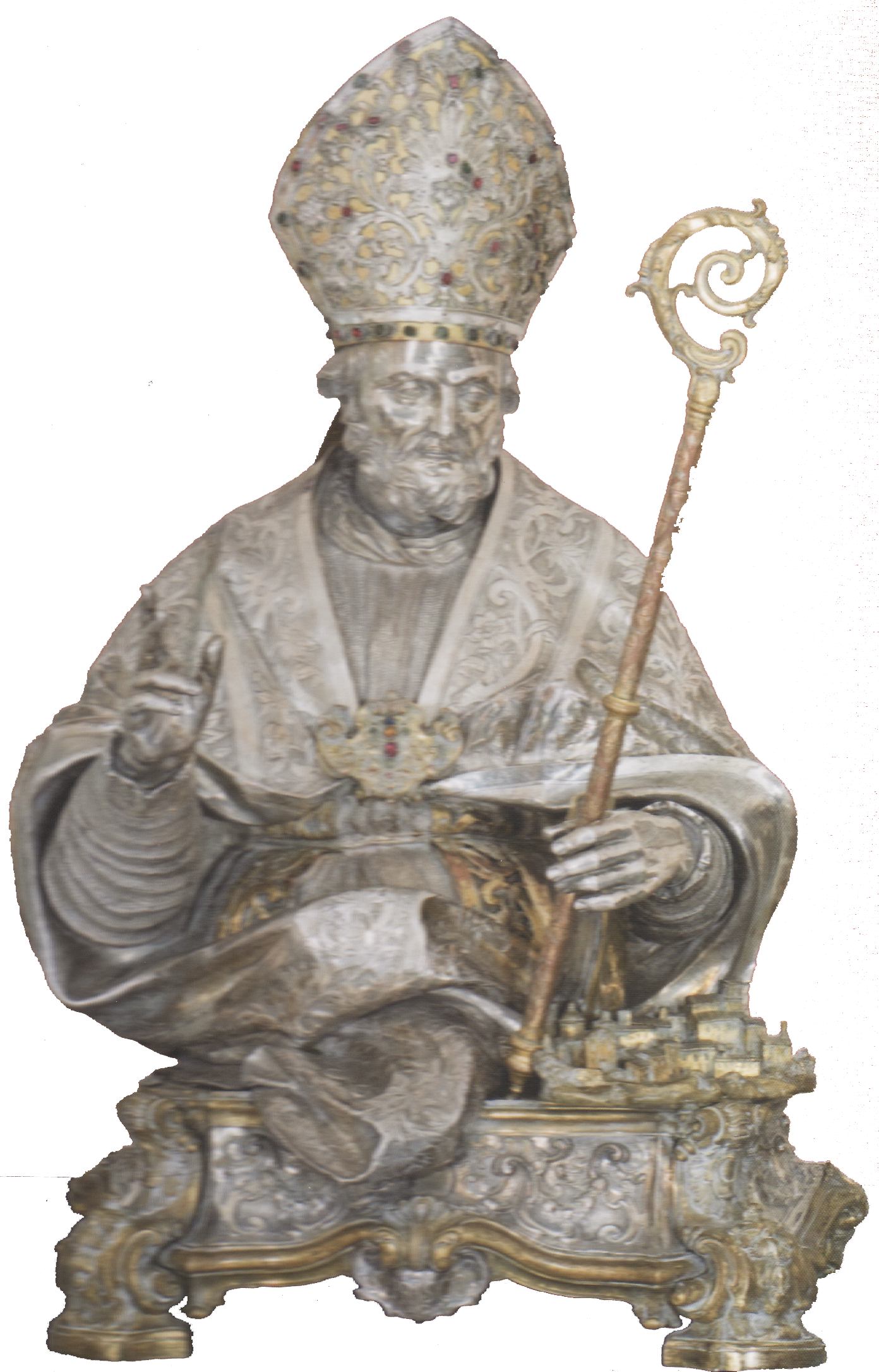
Il busto di San prisco, opera del 1771 di Saverio Manzone

L'itinerario museale si sviluppa in tre sale.
All'ingresso del percorso sono esposti alcuni reperti lapidei romani di spoglio, situati in precedenza all'esterno della Cattedrale, tra cui spiccano:
- Vasca di calidarium di tarda età repubblicana;
- Rocchi di una colonna, in granito.

### Sala 1
È la principale sala del museo. Ospita il grande busto in argento che i nocerini commissionarono nel 1771 per contenere le reliquie del santo patrono della città e della diocesi: san Prisco.
Sono interessanti un Martirio di San Giovanni Battista attribuito al pittore fiammingo operante a Napoli Cornelis Smet, datato intorno al 1570 e una Ultima cena (appartenente ad uno smembrato polittico) databile agli stessi anni.
- Predella di uno smembrato polittico, raffigurante l'Ultima Cena (fine del XVI secolo);
- Martirio di san Giovanni Battista (fine XVI - inizio XVII secolo), tavola attribuita ad un anonimo artista della scuola di Belisario Corenzio;
- Santa Lucia (primo quarto del XVII secolo), scultura lignea.
- Deposizione di Gesù Cristo (ultimo quarto del XVII secolo), olio su tela, di Angelo Solimena;
- San Marco evangelista e il leone (ultimo quarto del XVII secolo), olio su tela, di Angelo Solimena;
- San Giacomo che sconfigge i Mori (ultimo quarto del XVII secolo), olio su tela, di Angelo Solimena, proveniente dalla nobile Cappella di Sarno, appartenente all'antica famiglia Abignente;
- Crocifisso (XVII secolo), statua in legno, proveniente dalla stessa Cappella di Sarno;
- San Giacomo pellegrino (1719), statua in legno, opera Del Tasso, proveniente dalla stessa Cappella di Sarno.

### Sala 2
La seconda sala è riservata ai manoscritti ed alla suppellettile liturgica: ostensori, calici, candelabri, turiboli, navicelle portaincenso, pastorali, reliquiari.
Vi sono ospitati un olio su tela attribuito ad Angelo Solimena: l'Incoronazione di Santa Rosa da Lima presentata alla Vergine col Bambino da Santa Scolastica e Santa Chiara, 1680 circa; e due dipinti del pittore Michele Ricciardi, entrambe della fine del XVIII secolo. Interessante anche la scultura lignea dedicata a santa Lucia, databile ai primi decenni del XVII secolo.
- Pietà, (1678), olio su tela di Angelo Solimena, proviene dalla Congrega SS. Nome di Dio presso la chiesa di San Bartolomeo Apostolo a Pareti di Nocera Superiore;
- Pergamena di Alfano I (1066), arcivescovo  di Salerno, con la definizione dei confini della Diocesi di Sarno;
- Calice (inizio XV secolo), parzialmente dorato, di bottega partenopea, proveniente dalla Chiesa di San Giovanni Battista ad Angri: su questo compare il più antico bollo conosciuto della città di Napoli;
- Secchiello (fine del XVII secolo), attribuibile agli argentieri Antonio Avitabile o Antonio Attingendo documentati entrambi a Napoli tra la fine del XVII e l'inizio del XVIII secolo;
- Reliquiario a busto di San Prisco (1771), in argento, pietre preziose, opera dell'argentiere napoletano Saverio Manzone, proveniente dalla Cattedrale, commissionato dal vescovo Benedetto Maria dei Monti Sanfelice (1768 - 1806);
- Compostiera (1818 - 1820), oggetto da mensa, in argento dorato e cristallo, realizzata dall'orafo parigino Quentin Baschelet, donata alla Cattedrale da un vescovo d'origine lombarda, come attestato dallo stemma gentilizio inciso sia sul coperchio che sul supporto inferiore: questa veniva utilizzata come urna, durante le funzioni del Mercoledì delle Ceneri.

### Sale 3 e 4
Queste sale sono dedicate ai paramenti sacri: piviali e pianete in broccato e fili d'oro di fattura napoletana, spesso ricamati su orditi delle telerie borboniche di San Leucio, appartenuti a vescovi della diocesi nocerina.
Sono qui conservati una cospicua raccolta di ex voto, in oro e argento, provenienti Duomo, tra questi spiccano:
- Silhouettes antropomorfe di individui adulti, neonati e bambini, nonché di parti anatomiche (occhi, cuore, gambe, mani, ecc.), segno tangibile della profonda devozione della gente nocerina al suo patrono: san Prisco.

Contengono il repertorio argenteo del museo, calici e croci astili provenienti dalle diverse parrocchie della diocesi. L'esemplare più interessante è un calice tardo gotico, databile alla fine del XIV secolo, della Collegiata di San Giovanni Battista di Angri. Notevoli anche una croce astile in argento della metà del XV secolo (proveniente dalla  Chiesa Parrocchiale Patronale di San Giovanni Battista in Striano), e una pergamena di Alfano I, arcivescovo di Salerno, del 1066, con li definizione dei confini della diocesi di Sarno.